# Сытьково (Тверская область)
Сытько́во — деревня в Ржевском районе Тверской области. Относится к сельскому поселению «Итомля», до 2006 года центр Сытьковского сельского округа.
Находится на левом берегу Волги в 40 километрах к северо-западу от города Ржева.

## История

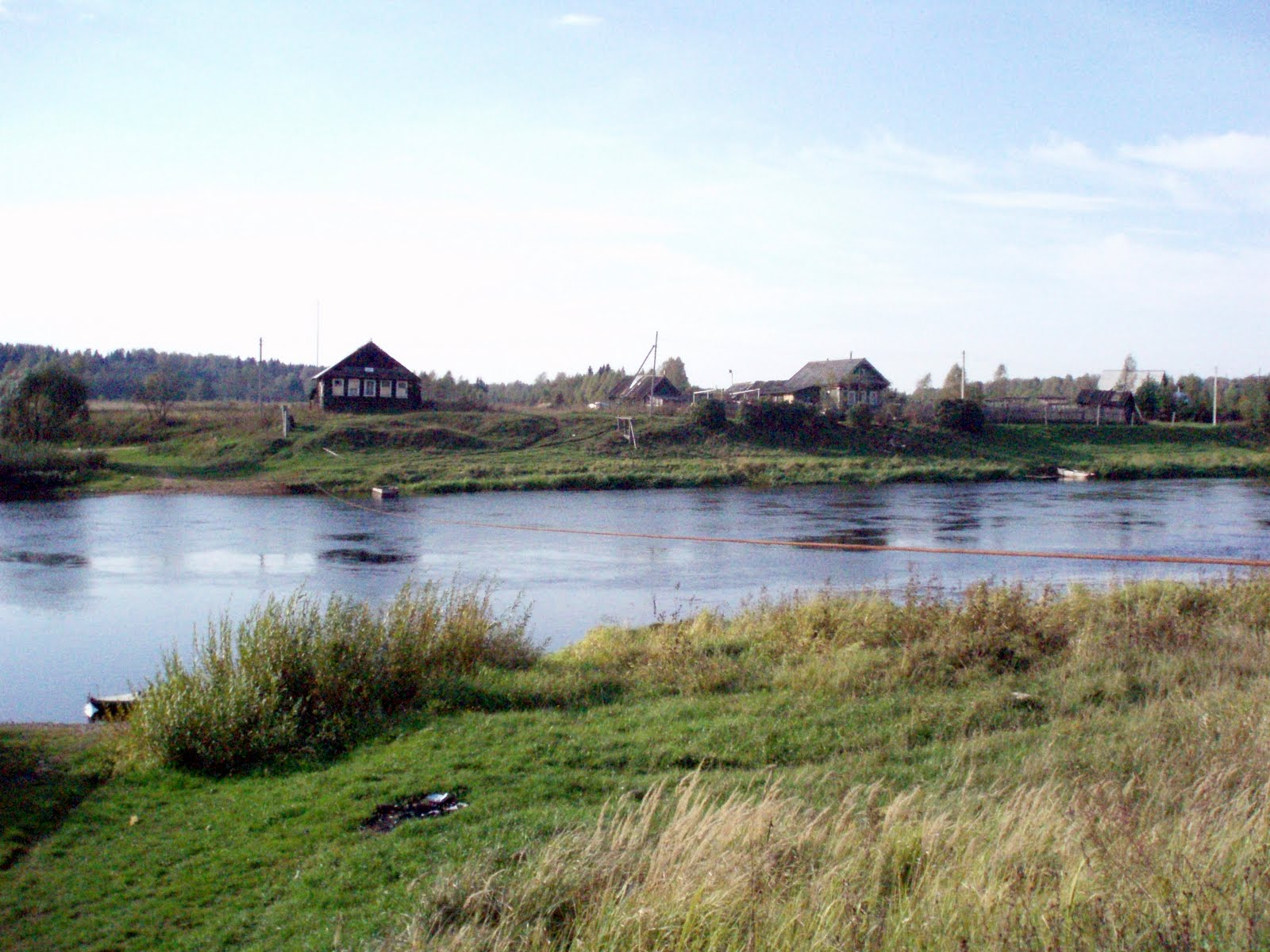
Паромная переправа в Сытьково

Впервые упоминается в ржевских писцовых книгах 1624-25 годах как погост. В середине XIX века владельческое село Никольское (Сытьково) на дороге «Ржев-Осташков» относилось к Гриминской волости Ржевского уезда, принадлежало дворянам Лутковским. Последний владелец поместья — А. К. Долгополов. Каменная Богородицкая церковь с приделами Николая Чудотворца и Собора Иоанна Предтечи возведена 1816-1825 годах на средства прихожан вместо обветшалого деревянного храма Святителя Николая 1701 года постройки. 
По переписи 1920 года в Сытькове 30 дворов, 147 жителей.
В 1940 году Сытьково центр сельсовета Ржевского района Калининской области. В 1960-80-е годы в деревня находилась центральная усадьба колхоза «Красный Маяк».
В 1997 году в Сытьково 31 хозяйство, 64 жителя. Администрация сельского округа, неполная средняя школа, медпункт, отделение связи, магазин.
До 2011 года в деревне действовала Сытьковская основная общеобразовательная школа.

## Население
| 1859 | 1920 | 1997 | 2002 | 2008 | 2010 |
| ---- | ---- | ---- | ---- | ---- | ---- |
| 10   | ↗147 | ↘64  | ↗70  | ↘46  | ↘32  |

## Достопримечательности
В деревне расположена недействующая Церковь Собора Пресвятой Богородицы (1816).

### Воинское захоронение
Во время Великой Отечественной войны Сытьково было оккупировано в октябре 1941 года, освобождено в январе 1942 года. Боевые действия южнее деревни велись с января 1942 года по март 1943 года (Ржевская битва). В деревне братская могила воинов Красной Армии, по данным администрации Ржевского района на 2012 год, в братской могиле в деревне Сытьково 3634 захороненных, у всех имена установлены.